# Бугаево (Курганская область)
Бугаево — деревня в Катайском районе Курганской области. Входит в состав Шутихинского сельсовета.

## География
Деревня размещена на берегу реки Теча, загрязнённой радиоактивными отходами предприятия «Маяк».

## История
До 1917 года центр Бугаевской волости Шадринского уезда Пермской губернии. По данным на 1926 год село Бугаевское состояло из 509 хозяйств. В административном отношении являлось центром Бугаевского сельсовета Верхтеченского района Шадринского округа Уральской области.

## Транспорт
Дорога Р37Н-0706 Катайск — Верхняя Теча. Автобусное сообщение.

## Достопримечательности
В деревне находится разрушенный храм во имя Владимирской иконы Божьей Матери (заложен в 1845 году, освящен 1851 году).

## Население
| 1989 | 2002 | 2010 |
| ---- | ---- | ---- |
| 274  | ↘228 | ↘122 |

По данным переписи 1926 года в селе проживало 2389 человек (1122 мужчины и 1267 женщин), в том числе: русские составляли 100 % населения.